# Ossaea warmingiana
Ossaea warmingiana är en tvåhjärtbladig växtart som beskrevs av Célestin Alfred Cogniaux. Ossaea warmingiana ingår i släktet Ossaea och familjen Melastomataceae. Inga underarter finns listade i Catalogue of Life.